# Цимбалюк Семен Веніамінович
Цимбалюк Семен Веніамінович (15 травня 1958, Львів — 14 березня 2017, там само) — український архітектор-реставратор, член Національної спілки архітекторів України, керівник авторських колективів, автор проєктів реставрації багатьох пам'яток архітектури західної України, лауреат Державної премії України в галузі архітектури (1997).

## Життєпис
Народився 15 травня 1958 року у Львові. У 1980 році закінчив Львівський Політехнічний інститут за спеціальністю «Архітектура». У 1980—1983 роках працював архітектором відділу охорони та експлуатації пам'яток архітектури управління у справах будівництва та архітектури Львівського облвиконкому. З 1983 р. по 2004 р. — архітектор, керівник групи, ГАП, начальник відділу, керівник майстерні у львівському спеціалізованому регіональному науково-дослідному інституті «Укрзахідпроектреставрація» під керівництвом Івана Романовича Могитича.
У 2004—2008 роках займав посади головного архітектора, заступника директора, в.о. директора ЛКП «Археологічно-архітектурна служба м. Львова». 2008—2012 роки — у приватній архітектурній майстерні на посаді головного архітектора проєктів. 2012—2014 роки — виконувач обов'язків начальника науково-дослідного відділу пам'яткознавства ДП «Інститут „Укрзахідпроектреставрація“».
Головний напрямок роботи — проєктування реставрації, реконструкції та пристосування пам'яток архітектури, а також нового будівництва у історично сформованому середовищі, аналітична та дослідницька робота по пам'ятках архітектури.

## Нагороди
- Лауреат Державної премії України в галузі архітектури (1997) — «за реставрацію та реконструкцію пам'ятки архітектури XVII—XVIII століть — комплексу монастиря-новіціату св. Миколая чину святого Василія Великого в селі Крехів Жовківського району Львівської області»[1],
- Лауреат V-го Міжнародного огляду-конкурсу кращих архітектурних творів Міжнародної асоціації Спілок архітекторів.

## Проєкти
У співавторстві
- Реставрація, реконструкція та пристосування комплексу споруд монастиря-новіціату Св. Миколая ЧСВВ у с. Крехів (співавтори — архітектори Б. Баран, С. Храпаль; інженер-конструктор: Я. Римар)[2];
- Історико-архітектурний опорний план смт Куликів;
- Історико-архітектурний опорний план м. Броди[3];
- Проєкт будівництва монастиря Згромадження Сестер Милосердя Св. Вінкентія на вул. Сельських у Львові;
- Реставрація фасадів, планування та інтер'єрів першого поверху Гранд Готелю на пр. Свободи, 13 у Львові;
- Індивідуальний житловий будинок-вставка з вбудованим магазином на пл. Ринок у м. Броди;
- Відтворення-реконструкція «годинникового павільйону» у м. Броди (співавтори — архітектори Б. Баран, С. Храпаль; інженер-конструктор: Я. Римар)[4];
- Реконструкція каплиці Божої Матері на вул. Личаківській у Львові.

Індивідуальні
- Реставрація, реконструкція та пристосування під готель «Цитадель Інн» східної вежі-бастіону комплексу Цитадель на вул. Грабовського,11 у Львові,
- Проєкт будівництва кафе бази зеленого туризму у с. Нижня Рожанка;
- Комплекс монастиря-академії Чину Св. Василія Великого у Брюховичах[5];
- Реставрація житлового будинку на вул. Вірменській у Львові.

## Галерея

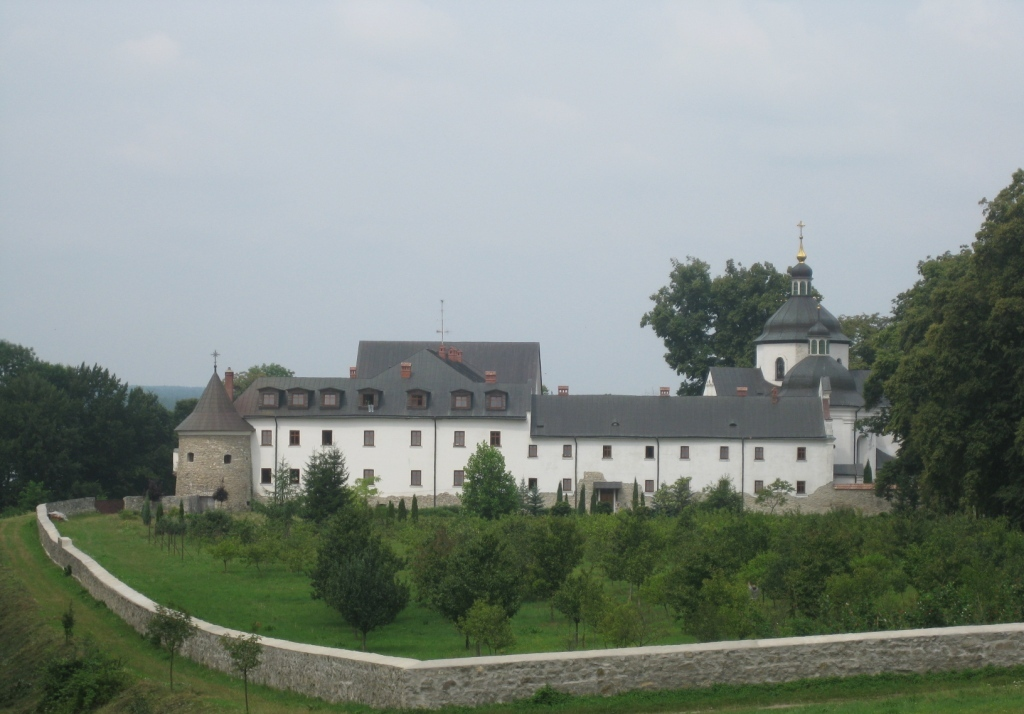
Відновлений комплекс Крехівського монастиря
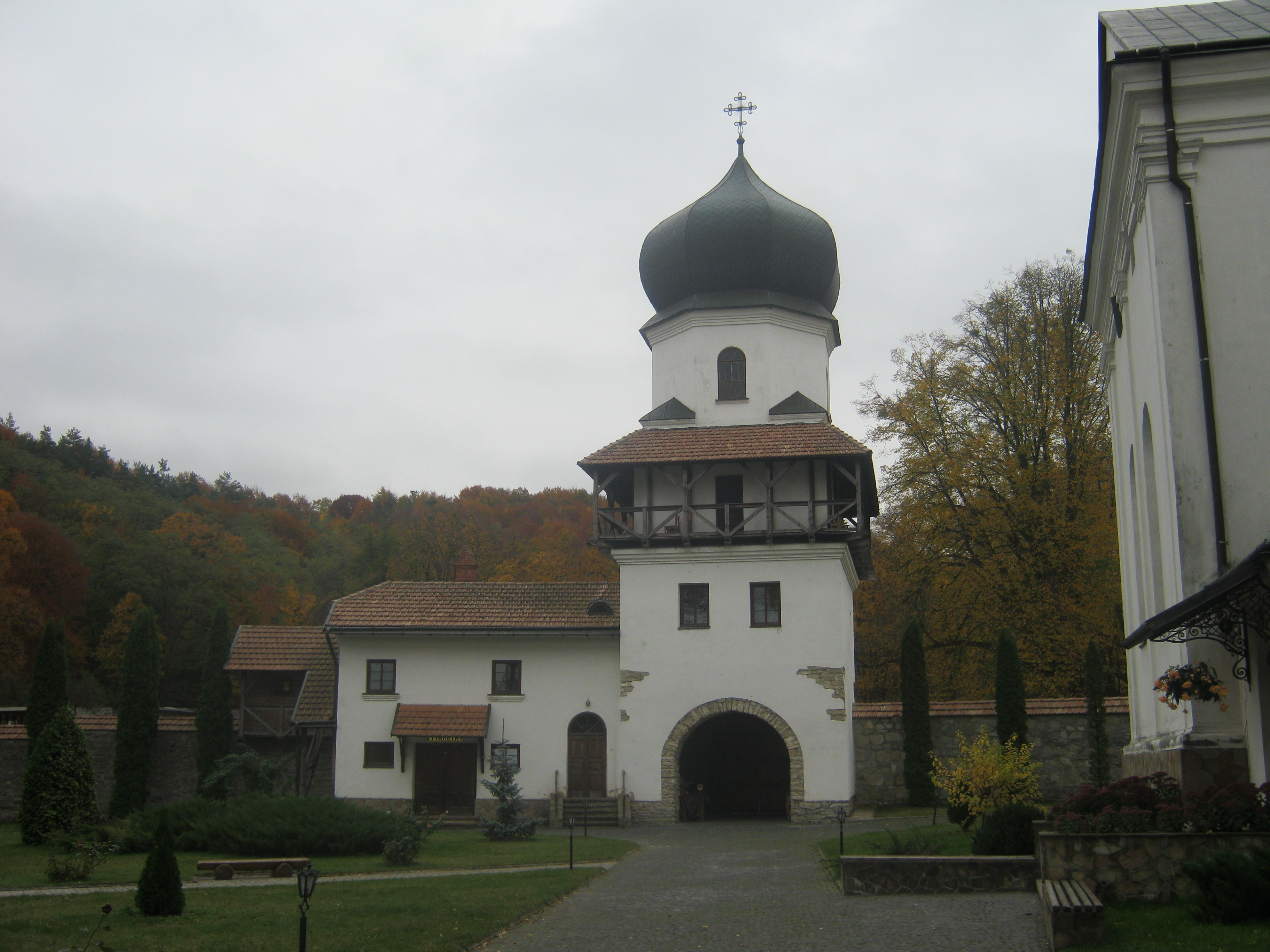
Надбрамна вежа Крехівського монастиря
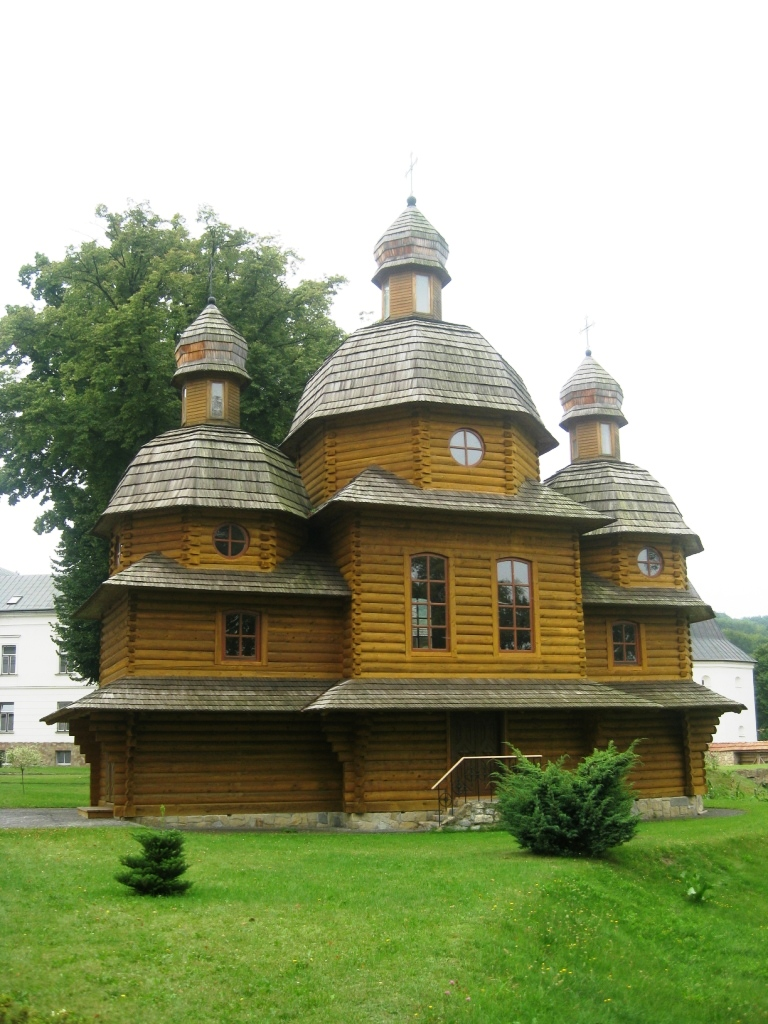
Церква Покрови Пресвятої Богородиці, збудована у 2004 році в Крехові за проєктом Семена Цимбалюка
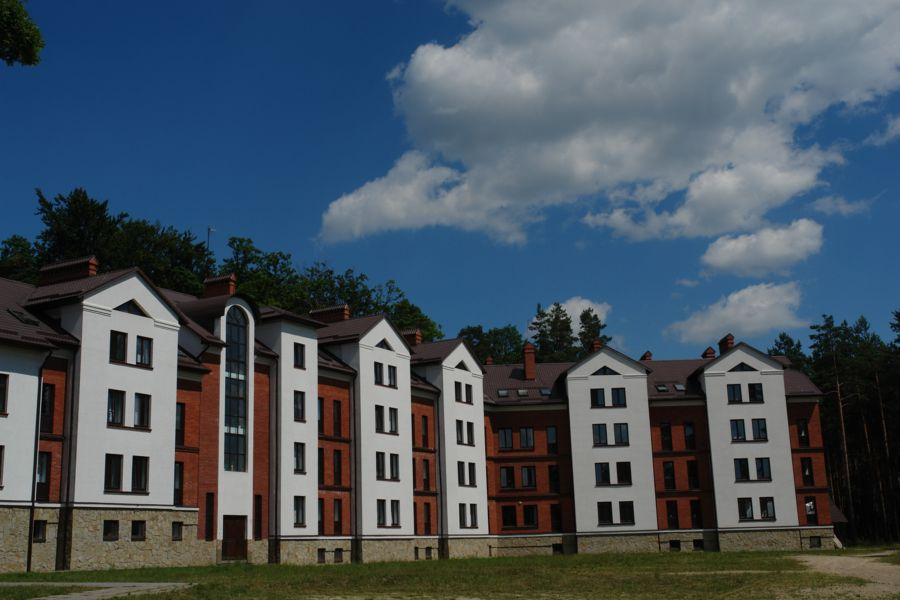
Студентський корпус Василіянського інституту філософсько-богословських студій у Брюховичах, проєкт Семена Цимбалюка
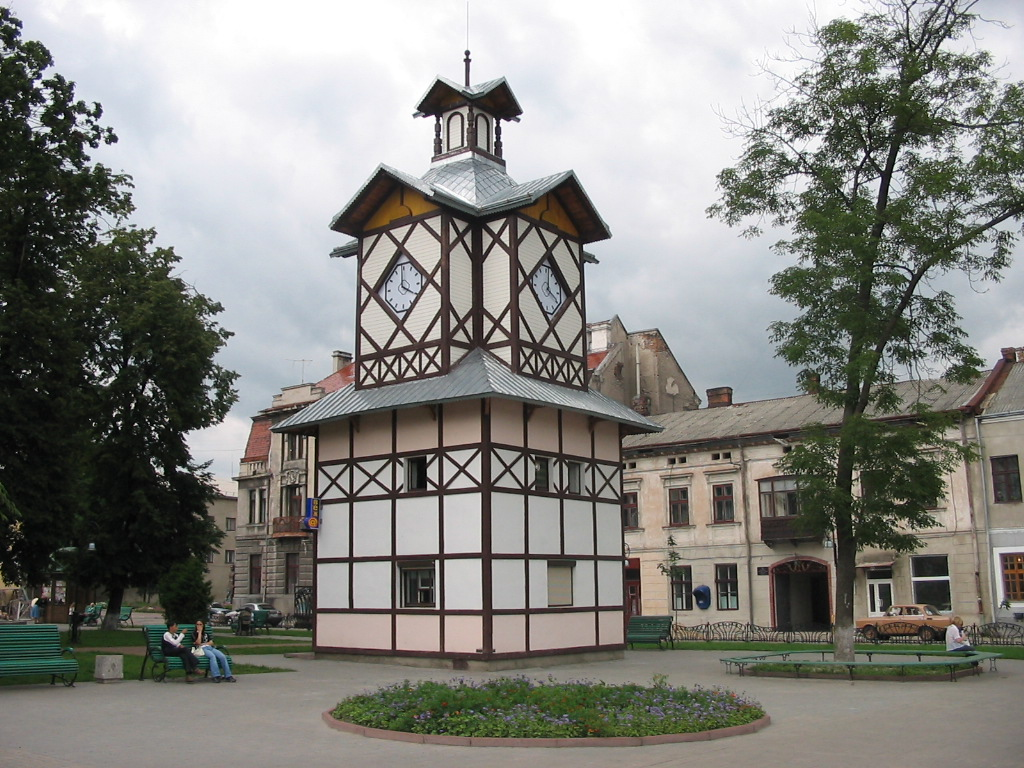
Годинниковий павільйон на майдані Свободи у Бродах